# Euphorbia pereskiifolia
Euphorbia pereskiifolia är en törelväxtart som beskrevs av Jean-Baptiste Houllet och Henri Ernest Baillon. Euphorbia pereskiifolia ingår i släktet törlar, och familjen törelväxter. Inga underarter finns listade i Catalogue of Life.